# 罗华生
罗华生（1910年—1991年9月6日），湖南省湘潭县人，中国人民解放军将领、中国人民解放军开国少将。
1931年加入中国共产党，曾任铁道公安部队司令员、海军旅顺基地司令员。1955年，授予中国人民解放军少将。
1991年9月6日在北京逝世，终年81岁。